# Canton d'Albi-Est
Le canton d'Albi-Est est une ancienne division administrative française, située dans le département du Tarn en région Occitanie.

## Géographie
Ce canton comprenait le sud-est de la commune d'Albi et Fréjairolles dans l'arrondissement d'Albi. Son altitude variait de 130 m pour Albi à 333 m pour Fréjairolles, avec une moyenne de 201 m.

## Histoire
Le canton est supprimé par le décret du 17 février 2014 qui entre en vigueur lors des élections départementales de mars 2015.

## Représentation
| Période | Période | Identité              | Étiquette    | Qualité                                   |
| ------- | ------- | --------------------- | ------------ | ----------------------------------------- |
| 2001    | 2008    | Philippe Bonnecarrère | RPR puis DVD | Avocat Maire d'Albi Député (1993-1997)    |
| 2008    | 2015    | Dominique Billet      | DVD puis UDI | Chef d'entreprise Adjoint au maire d'Albi |

## Composition
Le canton d'Albi-Est comprenait une fraction de commune et une commune entière et comptait 11 865 habitants, selon la population municipale au 1er janvier 2012.
| Nom              | Code Insee | Intercommunalité  | Population (dernière pop. légale)               |
| ---------------- | ---------- | ----------------- | ----------------------------------------------- |
| Albi (chef-lieu) | 81004      | CA de l'Albigeois | Fraction : 10 551(2012) Commune : 49 531 (2014) |
| Fréjairolles     | 81097      | CA de l'Albigeois | 1 315 (2014)                                    |

## Démographie
| 1999   | 2006   | 2011   | 2012   |
| ------ | ------ | ------ | ------ |
| 10 419 | 11 692 | 11 734 | 11 865 |